# Ontiveros
A Vila de Ontiveros na Província do Guayrá (Gobernación do Paraguai), foi uma vila espanhola de vida efêmera, fundada em 1554 no noroeste do atual Estado do Paraná, uns cinquenta quilômetros ao norte do Salto do Guairá do rio Paraná, ainda que outras fontes situam-na no lado ocidental do rio, no Estado de Mato Grosso do Sul.

## Fundação
O Governador do Paraguai, Domingo Martínez de Irala, escreveu:
sendo tão necessário para escala de navios que vêm da Espanha, determino se construir um povoado em caminho para o Brasil, na parte deste sobre o rio Paraná, pois se faz necessário cursar este caminho, para se ter comunicação com a costa, para se avisa por esta via a Sua Majestade, do estado da terra..
Com esta resolução deu autorização ao capitão García Rodríguez de Vergara, para que com 60 soldados fundasse esse povoado, e tomando o material necessário, saiu de Assunção do Paraguai em 1554 e com sucesso chegou ao rio Paraná. Cruzou ao lado este do rio, onde foi bem recebido pelos indígenas. E considerando o porto mais acomodado para o assento de sua fundação, teve por conveniente fazê-la a uma légua pouco mais ou menos mais acima do salto, no povoado dos índios do cacique Canendiyú ou Canindeyú, que era muito amigo dos espanhóis. 
Pareceu a García Rodríguez aquele lugar o melhor e mais acomodado para sua pretensão, por ser no caminho do Brasil, e pela multidão de indígenas que em seu contorno tinha. Esta fundação foi chamada a Villa de Ontiveros.

## Translado
Em 1557 Ñuflo de Chaves transladou a população de Ontiveros a um novo povoado denominada Cidade Real do Guayrá, localizada cerca de 3 léguas ao norte do encontro do rio Paraná com o rio Piquirí.
O avanço sistemático dos bandeirantes paulistas pelo território, facilitado pela passividade das autoridades espanholas que queriam preservar a toda custo a união dinástica aeque principaliter com os demais reinos espanhóis, obrigou aos espanhóis do Guayrá a recuar à margem direita do rio Paraná, mudando suas villas. O conflito territorial entre portugueses e espanhóis, no entanto subsistiria, dando origem primeiramente à Guerra Guaranítica e posteriormente entre brasileiros e paraguaios à Guerra da Triplo Aliança.

## Ruínas
As ruínas de Ontiveros não foram achadas e diversos historiadores as situaram em lugares diferentes:
- Uacury Ribeiro de Assis Bastos (1979), na margem esquerda do rio Paraná.
- Romário Martins (Mappa histórico dá Província do Guayrá, reproduzido por Silveira Netto em 1914), na margem esquerda do rio Piquiri, ao este de Cidade Real do Guayrá.
- Reinhard Maack (1959), na margem direita do rio Paraná, em frente a Cidade Real.
- Charlevoix (1957), na margem direita do rio Paraná, 6 km abaixo dos saltos do Guairá.
- Jaeger (1957), sobre o rio Paraná, 6 km acima dos saltos do Guairá.
- Azara (1904), na margem oriental do rio Paraná, uma légua acima dos saltos do Guairá.